# Rouse-Modell

Schematische Darstellung des Rouse Modells als Kette von Massenpunkten (blaue Kreise) und verbindenden Federn (grau) mit N=13 Massenpunkten und dem mittleren Abstand l zwischen zwei Massenpunkten

Das Rouse-Modell ist eines der einfachsten, in der Polymerphysik verwendeten Modelle für die Dynamik von Polymeren. Es wird für Polymere verwendet, die keine Verschlaufungen aufweisen. Die Dynamik verschlaufter Polymere wird meist durch das Reptationsmodell beschrieben.

## Beschreibung
Das Rouse-Modell beschreibt das Polymer als ideale Kette von Massenpunkten (oft als englisch beads bezeichnet), die durch Federn verbunden sind. Die zeitliche Veränderung der Konformation wird dann durch brownsche Bewegung der einzelnen Massenpunkte realisiert, indem an jedem eine zufällige (thermische) Kraft angreift. Dabei werden keine Volumenausschlusseffekte beachtet, das Polymer kann sich also mit sich selbst überkreuzen. Das Modell wurde 1953 von Prince E. Rouse vorgeschlagen.
Das Rouse-Modell führt zu folgender stochastischer Differentialgleichung (Langevin-Gleichung) für die Position {\displaystyle {\vec {R}}_{n}} des {\displaystyle n}-ten Massenpunktes:
{\displaystyle {\frac {\mathrm {d} {\vec {R}}_{n}}{\mathrm {d} t}}=\underbrace {{\frac {k}{\zeta }}\cdot \left({\vec {R}}_{n-1}-{\vec {R}}_{n}+{\vec {R}}_{n+1}-{\vec {R}}_{n}\right)} _{\text{Wechselwirkung mit Nachbargliedern}}+\underbrace {{\vec {f}}_{n}(t)} _{\text{Zufallskraft}}}
Dabei ist {\displaystyle k} die Federkonstante der Federn im Modell, {\displaystyle \zeta } der Reibungskoeffizient eines Massenpunkts im Lösungsmittel und {\displaystyle N} die Anzahl der Kettenglieder. Der Term {\displaystyle k({\vec {R}}_{n\pm 1}-{\vec {R}}_{n})} ist jeweils die lineare Rückstellkraft durch die Feder zum Vorgänger {\displaystyle n-1} und zum Nachfolger {\displaystyle n+1} (an den beiden freien Enden des Polymers entfällt jeweils einer der beiden Terme). Der Term {\displaystyle {\vec {f}}_{n}(t)} beschreibt eine thermische Zufallskraft (Brownsche Molekulardynamik), die keine Vorzugsrichtung besitzt und räumlich und zeitlich unkorreliert ist. Aus diesem Ansatz ergeben sich folgende Eigenschaften des Polymers:
- Diffusionskoeffizient des Massenschwerpunkts: {\displaystyle D_{G}={\frac {k_{\mathrm {B} }T}{N\zeta }}} ({\displaystyle T}: Temperatur, {\displaystyle k_{\mathrm {B} }}: Boltzmann-Konstante)
- Rotationsrelaxationszeit: {\displaystyle \tau _{R}={\frac {\zeta N^{2}l^{2}}{3\pi ^{2}k_{\mathrm {B} }T}}}
- mittlere quadratische Verschiebung[2] eines einzelnen Segments:

{\displaystyle \left\langle {\vec {R}}_{n}^{2}(\tau )\right\rangle =\left\langle \left({\vec {R}}_{n}(t+\tau )-{\vec {R}}_{n}(t)\right)^{2}\right\rangle \approx {\frac {2Nl^{2}}{\pi ^{3/2}}}{\sqrt {\frac {\tau }{\tau _{R}}}}}

## Erweiterung: Das Zimm-Modell
Eine wichtige Erweiterung wurde 1956 von Bruno Zimm veröffentlicht: Sein Modell (oft einfach als "Zimm Modell" bezeichnet) berücksichtigt auch hydrodynamische Wechselwirkungen zwischen den Massenpunkten der Kette. Diese sind Wechselwirkungen (Kräfte), die durch die Lösungsmittelmoleküle um das Polymer vermittelt werden: Die Massenpunkte ziehen die Lösungsmittelmoleküle bei ihrer Bewegung mit sich, was auch zu einer Kraft auf benachbarte Kettenglieder führt (siehe Abbildung rechts). Das Zimm-Modell führt zu einer besseren Beschreibung realer Polymere als das Rouse-Modell, die auch mit experimentellen Daten für verdünnte Lösungen gewisser Polymere übereinstimmt.

Hydrodynamische Wechselwirkung: Auf ein Segment n wirkt die Kraft F_{n} (rot). Dies führt zu einem grün dargestellten lokalen Fluss, der sich wiederum auf die benachbarten Segmente auswirkt (Kräfte als kleine schwarze Pfeile).

Die obige Langevin-Gleichung für das Rouse-Modell wird um einen Tensor (Matrix) {\displaystyle \mathrm {H} _{nm}} erweitert, die die hydrodynamische Kraft zwischen dem {\displaystyle n}-ten und {\displaystyle m}-ten Segment darstellt:
{\displaystyle {\frac {\mathrm {d} {\vec {R}}_{n}}{\mathrm {d} t}}=\underbrace {k\cdot \sum \limits _{m}\mathrm {H} _{nm}\left({\vec {R}}_{n-1}-{\vec {R}}_{n}+{\vec {R}}_{n+1}-{\vec {R}}_{n}\right)} _{\text{Wechselwirkung mit Nachbargliedern+Hydrodynamik}}+\underbrace {{\vec {f}}_{n}(t)} _{\text{Zufallskraft}}}
Dabei ist zu beachten, dass der Tensor {\displaystyle \mathrm {H} _{nm}} von den Positionen {\displaystyle {\vec {R}}_{0},...,{\vec {R}}_{N-1}} aller Segmente abhängt. Dadurch ist die obige Langevin-Gleichung nichtlinear und kann nicht mehr einfach gelöst werden. Bruno Zimm ersetzte {\displaystyle \mathrm {H} _{nm}({\vec {R}}_{0},...,{\vec {R}}_{N-1})} daher durch seinen Gleichgewichtsmittelwert {\displaystyle \langle \mathrm {H} _{nm}\rangle _{eq}}, der berechnet werden kann. Daraus leiten sich folgende Eigenschaften eines Zimm-Polymers her:
- Diffusionskoeffizient des Massenschwerpunkts: {\displaystyle D_{G}={\frac {8k_{\mathrm {B} }T}{3{\sqrt {6\pi ^{3}}}\eta _{s}{\sqrt {N}}\cdot l}}} ({\displaystyle \eta _{s}}: Viskosität des Lösungsmittels)
- Rotationsrelaxationszeit: {\displaystyle \tau _{R}={\frac {\eta _{S}({\sqrt {N}}l)^{3}}{{\sqrt {3\pi }}k_{\mathrm {B} }T}}}
- mittlere quadratische Verschiebung eines einzelnen Segments: {\displaystyle \left\langle {\vec {R}}_{n}^{2}(\tau )\right\rangle ={\frac {2\Gamma (1/3)Nl^{2}}{\pi ^{2}}}\left({\frac {\tau }{\tau _{R}}}\right)^{2/3}}

## Experimentelle Beobachtung
In diesem Abschnitt soll auf einige reale Polymere hingewiesen werden, die sich gut mit einem der oberen Modelle beschreiben lassen:
- Einzelsträngige DNA ist ein relativ biegsames Polymer und zeigt auf kurzen Zeitskalen in verdünnter Lösung Zimm-artige Dynamik für einzelne Segmente, wie mit Fluoreszenz-Korrelations-Spektroskopie gezeigt werden konnte.[4]
- Doppelsträngige DNA ist deutlich steifer als einzelsträngige DNA, daher spielen die hydrodynamischen Wechselwirkungen eine wesentlich geringere Rolle, sodass ihre Monomerdynamik in verdünnter Lösung mit dem Rouse-Modell gut beschrieben werden kann.[4]